# St. Anna (Maltis)

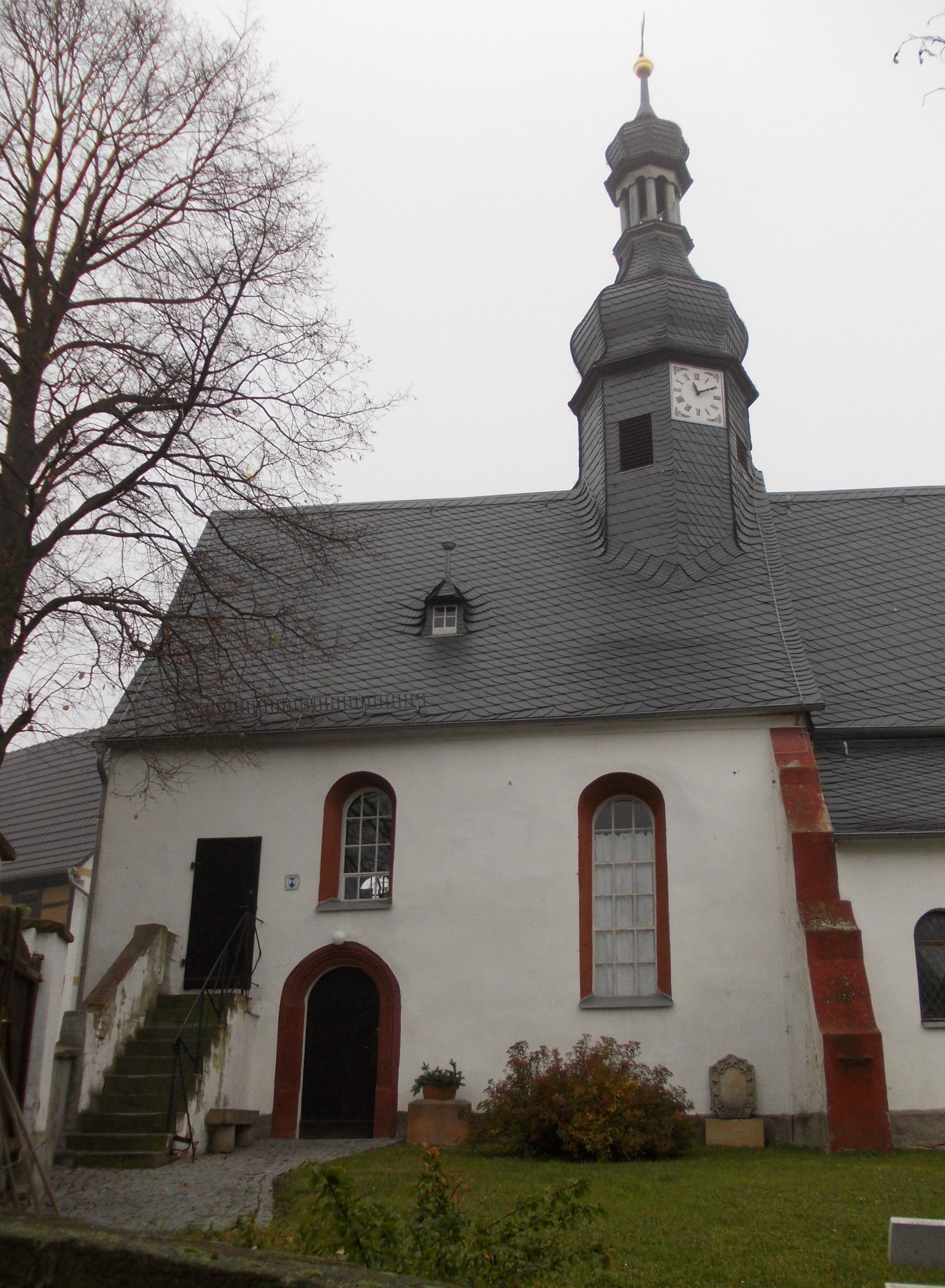
Die Kirche

Die evangelisch-lutherische Dorfkirche St. Anna steht im Zentrum des Ortsteils Maltis der Gemeinde Nobitz im Landkreis Altenburger Land in Thüringen.

## Geschichte
Die Dorfkirche aus dem 16. Jahrhundert ist bäuerlich ausgestattet. Der älteste Grabstein des Kreises steht in ihr. Es ist der Grabstein von Johannes v. Maltitz, der 1398 verstorben ist.
Außerdem besitzt die Kirchengemeinde in ihrem Gotteshaus eine Poppe-Orgel, geschnitzte Engels- und Christusfiguren an der Kanzel, handgemalte kalligraphisch eingerahmte Bibelsprüche in den Brüstungsfeldern der Empore.
All diese kulturhistorischen Gegenstände geben Zeugnis der Vergangenheit und Geschichte der Dorfkirche ab. Bis zur Reformation hatte Maltis selbst einen Pfarrer. Jetzt ist die Gemeinde dem Ev.-Luth. Pfarramt Gößnitz zugeordnet.